# マカオ特別行政区基本法
マカオ特別行政区基本法（マカオとくべつぎょうせいくきほんほう、中国語: 澳門特別行政區基本法、ポルトガル語: Lei Básica da Região Administrativa Especial de Macau、英語: Basic Law of the Macau Special Administrative Region of the People's Republic of China）は、中華人民共和国のマカオ特別行政区に適用される基本法（憲法）である。
1976年制定マカオ組織章程（ポルトガル語: Estatuto Orgânico de Macau、中国語: 澳門組織章程）に代わるものとして、中華人民共和国全国人民代表大会において制定され、マカオが返還された1999年12月20日に施行された。マカオ基本法と通称される。
中華人民共和国憲法第31条により、マカオは一国二制度政策の下、特別な憲法的保障が与えられる特別行政区の地位を与えられている。マカオ特別行政区は、中華人民共和国政府（北京政府）の直轄であり、外交と防衛については北京政府の統制下にあるが、その他の事項については相当程度に高度な自治が認められている。
基本法は、施行から50年の有効性を認められている。

## 構成
9章145ヶ条及び3ヶ条の付属文書により構成され、以下の事項が定められている。
第一章　総則
第二章　北京政府とマカオ特別行政区の関係
第三章　住民の基本的権利及び義務
第四章　政治体制
第一節　行政長官
第二節　行政機関
第三節　立法機関
第四節　司法機関
第五節　市政機構
第六節　公務員
第七節　公務員等の基本法尊重義務等
第五章　経済（私有財産権の確認、財政、金融）
第六章　文化及び社会政策（教育文化行政、社会保障）
第七章　外交
第八章　基本法の解釈及び改正
第九章　その他附則
付属文書一　行政長官の選出方法
付属文書二　立法機関の選出方法
付属文書三　マカオにおける中華人民共和国法令の適用

## 参照
- 基本法
- 香港特別行政区基本法
- マカオ国家安全維持法（中国語版）
- 一国二制度